# Балыкесир

Провинция Балыкесир на карте Турции

Балыкеси́р (тур. Balıkesir) — город в Северо-Западной Турции, неподалёку от Мраморного моря, административный центр (центральный район, меркези) провинции Балыкесир. Население — 315436 человек (2007). Средняя высота над уровнем моря — 70 метров.

## История
Имя городу дал замок императора Адриана, воздвигнутый в 124 году. В византийскую эпоху поселение вокруг замка получило название Палеокастрон (то есть «Старый замок»). Завоевавшие этот край турки-сельджуки дословно перевели название замка и города как Балак-Хисар (Balak Hisar), в современной транскрипции: Балыкесир (Balıkesir).
В 1297 г. турецкий полководец Карасы-бей основал на руинах Палеокастрона новый город, который назвал в свою честь. От него пошла династия Карасидов. Земли Карасидов (Каресиогулларов), большей частью захваченные у Византии, включали нынешние Балыкесир, Чанаккале, Бергаму, Дикили, районы Сома. В 1308 году Карасиды покорились монгольским ильханам.
В 1330 г. Карасы посетил 28-летний Ибн-Баттута. По его наблюдениям, город служил столицей местного бейлика Карасы. Он был довольно многолюдным, однако не имел даже полноценной мечети (лишь один молельный дом без крыши), что удивило путешественника. Бейлик активно торговал с Константинополем, вывозя туда шёлк и лауданум.
В 1345 г. верховная власть над городом Карасы относительно мирно перешла к туркам-османам. В 1361 году Османы свергли последнего Карасида — Сулаймана.
В XVII—XIX веках в санджаке Карасы располагался главный этнический очаг малоазийских болгар (поголовно выехавших в Болгарию в 1913-1914 гг.).
Во второй половине XIX в в Османскую империю прибыло значительное количество адыгов, покинувших Западный Кавказ (историческую Черкесию), после поражения в Кавказской войне. Многочисленные поселения потомков этих изгнанников существуют вокруг Балыкесира до сих пор.
В 1897 г. Карасы пережил страшное землетрясение.
В 1912 г. здесь проживали: турки — 103 624 чел., греки — 16 184 чел., армяне — 2574 чел..
Вплоть до 1922 года город Карасы являлся центром одноимённого санджака.
Во время Греко-турецкой войны 1919—1922 город Карасы был оккупирован греческими войсками в течение более 3 лет. 6 сентября 1922 в город вошла турецкая армия, что ознаменовало полное присоединение города к Турецкой Республике.
В 1926 г. Карасы был официально переименован в Балыкесир.
В 1950 г. Балыкесир пострадал от сильного пожара.

## Города-побратимы
- Сиирт (Турция), с 2007 года
- Швебиш-Халль (Германия), с 2006 года
- Казань (Россия), с 1996 года
- Махачкала (Россия)